# Rich Andrews
Rich Andrews (...) è un ex tennista statunitense.

## Carriera
Nel 1981 ha raggiunto la finale di doppio al San Luis Potosí Challenger, in coppia con il connazionale Kevin Cook, perdendo 5-7, 6-3, 7-6 da Brad Drewett e George Hardie.